# Michael W. D'Arcy
Michael William D'Arcy (né le 26 février 1970) est le directeur général de l'Association irlandaise de gestion des investissements. C'est un ancien homme politique irlandais du Fine Gael qui est élu au Seanad pour le Panel agricole en avril 2020. Il est Teachta Dála (TD) pour la circonscription de Wexford de 2016 à 2020, et auparavant entre 2007 et 2011. Il est ministre d'État au ministère des Finances de 2017 à 2020. Il est auparavant sénateur du comité administratif de 2011 à 2016.

## Jeunesse
Michael D'Arcy est né à Gorey, dans le comté de Wexford, en 1970. Il est le fils de Michael D'Arcy, ancien député et ministre d'État, et le petit-fils de Timothy D'Arcy, ancien conseiller de comté. Il fait ses études à la Ballythomas National School, à la Gorey Community School et à l'Université de Londres, où il étudie le droit,. Dans le passé, D'Arcy a été un joueur actif du GAA, remportant un titre en football junior de toute l'Irlande avec Wexford en 1992 et cinq titres de football senior de Wexford avec Killinierin. Il est l'actuel président du Kilanerin – Ballyfad GAA Club.
Avant d'entrer en politique, D'Arcy travaille comme enseignant et agriculteur et continue à diriger une ferme laitière à Annagh près de Gorey pendant son mandat de député. Il est marié et a deux enfants.

## Carrière politique
D'Arcy exerce ses fonctions politiques pour la première fois en décembre 2003, lorsqu'il est coopté comme conseiller du comté de Wexford pour la région de Gorey, pour remplacer son père Michael qui a été contraint de démissionner lorsque la loi de 2001 sur le gouvernement local abolit le double mandat. Il est réélu aux élections locales de 2004, où il arrive en tête du scrutin.
Pendant son mandat au conseil du comté de Wexford, D'Arcy occupe le poste de vice-président du conseil. Il est également président du comité de formation professionnelle du comté de Wexford de 2004 à 2007 et membre du conseil d'administration de la Gorey Community School et du Kilmuckridge Vocational College. Il est un ancien directeur du Wexford County Enterprise Board et de la Wexford Organization for Rural Development.
D'Arcy est élu pour la première fois au Dáil Éireann lors des élections générales de 2007. Son père était auparavant député pour la même circonscription. Il est porte-parole adjoint du parti pour la justice, avec une responsabilité particulière pour l'égalité de 2007 à 2010, et porte-parole adjoint pour les communications, l'énergie et les ressources naturelles, avec une responsabilité particulière pour les télécommunications de 2010 à 2011.
Il perd son siège aux élections générales de 2011 face à son collègue du parti Liam Twomey. Il est ensuite élu au Seanad Éireann au sein du comité administratif en avril 2011 et devient le porte-parole du Fine Gael pour les finances.
Il est réélu au Dáil Éireann pour la circonscription de Wexford aux élections générales de 2016.
D'Arcy est un partisan de Leo Varadkar dans sa campagne à la direction. En juin 2017, après la nomination de Varadkar au poste de Taoiseach, D'Arcy est nommé ministre d'État au ministère des Finances, des Dépenses publiques et de la Réforme, avec une responsabilité particulière pour les services financiers et les assurances.

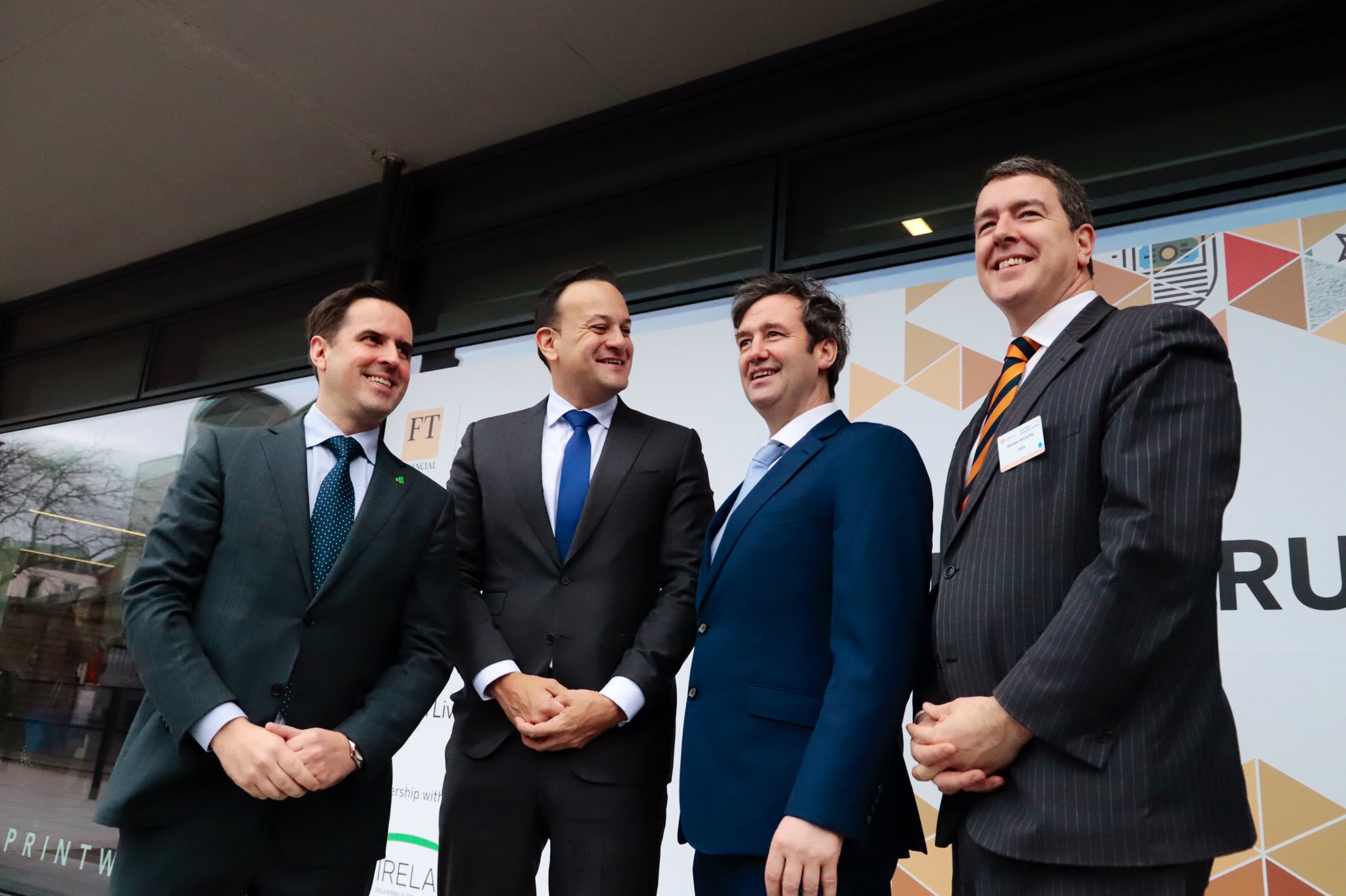
Michael W. D'Arcy en photo (deuxième à droite) avec le Taoiseach Leo Varadkar (deuxième à gauche) et d'autres au Forum financier européen 2019

Le 26 avril 2019, D'Arcy et Paschal Donohoe lancent conjointement Ireland for Finance, une stratégie pour le développement ultérieur du secteur des services financiers internationaux (IFS) en Irlande jusqu'en 2025. L’objectif est de faire de l’Irlande une destination mondiale de premier plan en matière de services financiers internationaux spécialisés.
D'arcy perd son siège aux élections générales de 2020. Il est élu au Seanad en avril 2020. En septembre 2020, il quitte le Seanad pour devenir directeur général de l'Irish Association of Investment Management (IAIM).
Sa nomination est critiquée par les personnalités de l'opposition. La dirigeante du Sinn Féin, Mary Lou McDonald, s'oppose à ce qu'un récent ancien ministre soit employé par une organisation dans le champ d'activité de son ministère. Les critiques soulignent les règlements de la Commission des normes dans la fonction publique (SIPO) et l'article 22 de la loi sur le lobbying, qui interdit à une personne occupant une fonction publique de faire du lobbying pendant 12 mois après avoir quitté cette fonction.